# Meijerella indica
Meijerella indica är en tvåvingeart som beskrevs av Cherian 1977. Meijerella indica ingår i släktet Meijerella och familjen fritflugor. Inga underarter finns listade i Catalogue of Life.